# Ostatnie łowy Kravena
Ostatnie łowy Kravena – zestaw zeszytów komiksowych o przygodach Spider-Mana, który w pełni realizował założenia mrocznej ery.
Historia ta zawiera sporadyczny dialog, gdyż pozwala by fabułę opowiadały rysunki i narracja w ramkach. W Polsce tę przygodę po raz pierwszy wydał TM-Semic/FUN-MEDIA w podwójnych zeszytówkach, a po raz drugi Hachette w dziesiątym tomie Wielkiej kolekcji komiksów Marvela, w albumie składającym się z wszystkich 6 zeszytów.

## ZeszytyOstatnich łowów Kravena
- Web of Spider-Man #31
- The Amazing Spider-Man #293
- The Spectacular Spider-Man #131
- Web of Spider-Man #32
- The Amazing Spider-Man #294
- The Spectacular Spider-Man #132

## Twórcy
- scenariusz – J. M. DeMatteis
- rysunki – Michael Zeck
- tusz – Robert McLeod
- kolory – Janet Jackson, Bob Sharen i Michael Zeck
- redaktor wydania oryginalnego – Jim Salicrup
- redaktorzy naczelni wydania oryginalnego – Tom DeFalco i Jim Shooter